# Milo Manheim
Milo Manheim (Venice, Los Ángeles, 6 de marzo de 2001) es un actor estadounidense. Es conocido por su papel protagónico como Zed en las películas originales de Disney Channel, Zombies (2018), Zombies 2 (2020), Zombies 3 (2022) y Zombies 4: Dawn of the Vampires (2025). En 2018, quedó en segundo lugar en la temporada 27 de Dancing with the Stars. Manheim actualmente protagoniza la serie original de Paramount+ School Spirits.

## Vida personal
Manheim nació y creció en Venice, Los Ángeles en California. Él es el hijo de la actriz Camryn Manheim y del ex modelo Jeffrey Brezovar. Es judío y tuvo su ceremonia de bar mitzvah, en la que exploró el tema del «Activismo a cualquier edad», con la Comunidad Sholem, una escuela dominical judía laica de Los Ángeles, California. Manheim toca la guitarra, la batería, el piano y el ukelele, y practica diversos instrumentos de viento.

## Carrera
La carrera como actor de Manheim comenzó a la edad de seis años, en un programa local extracurricular en Culver City. Desde 2008, protagonizó 20 musicales diferentes con Liza Monjauze Productions. En 2009, apareció en la serie de televisión de CBS, Ghost Whisperer, junto a su madre. En 2017, ganó el premio al «Mejor actor principal» en el Festival de Teatro Musical de Nueva York de 2017 por su papel en el musical Generation Me.Fue elegido para un papel principal en la película de televisión de Disney Channel, Zombies, la cual se estrenó el 16 de febrero de 2018. Retomó su papel de Zed en las secuelas, Zombies 2, que se estrenó el 14 de febrero de 2020, Zombies 3, que se estrenó en Disney+ el 15 de julio de 2022,y Zombies 4, que se estrenó en Disney+ el 10 de julio de 2025.
El 11 de septiembre de 2018, fue anunciado como una de las celebridades concursantes en la vigesimoséptima temporada de Dancing with the Stars, siendo emparejado con la bailarina profesional Witney Carson. El 19 de noviembre de 2018, ambos lograron llegar a la final y terminaron la competencia en el segundo puesto.
En agosto de 2022, Manheim fue elegido para un papel protagonista, junto a Peyton List, en una próxima serie de Paramount+ con el título provisional School Spirits.

## Filmografía
| Año             | Título                                     | Papel       | Notas                                                                                    |
| --------------- | ------------------------------------------ | ----------- | ---------------------------------------------------------------------------------------- |
| 2009            | Ghost Whisperer                            | Riley       | Episodio: «Dead Listing»                                                                 |
| 2017            | Disney Parks Magical Christmas Celebration | Él mismo    | Especial de televisión                                                                   |
| 2018            | Zombies                                    | Zed         | Película de televisión                                                                   |
| 2018            | Dancing with the Stars                     | Él mismo    | Participante de la temporada 27                                                          |
| 2018–2019       | American Housewife                         | Pierce      | Episodios: «Enemies: An Otto Story», «The Code», «Saving Christmas», «The Things You Do» |
| 2019            | Celebrity Family Feud                      | Él mismo    | Concursante; episodio #6.7                                                               |
| 2020            | Zombies 2                                  | Zed         | Película de televisión                                                                   |
| 2021            | The Conners                                | Josh        | 2 episodios                                                                              |
| 2022            | Zombies 3                                  | Zed         | Película de televisión                                                                   |
| 2023 - presente | School Spirits                             | Wally Clark | Serie de televisión                                                                      |
| 2023            | Prom Pact                                  | Ben         | Película de televisión                                                                   |
| 2023            | Doogie Kameāloha, M.D.                     | Nico        | Papel recurrente (temporada 2)                                                           |
| 2023            | Thanksgiving                               | Ryan        | Película                                                                                 |
| 2023            | Camino a Belén                             | José        | Película animada                                                                         |
| 2024-presente   | Zombies: La Serie Re-Animada               | Zed (voz)   | Serie de televisión                                                                      |
| 2025            | Zombies 4: Dawn of the Vampires            | Zed         | Película de televisión                                                                   |

## Premios
| Año  | Premio                     | Categoría                             | Trabajo       | Resultado | Ref(s) |
| ---- | -------------------------- | ------------------------------------- | ------------- | --------- | ------ |
| 2017 | Festival de Teatro Musical | Mejor actuación en un papel principal | Generation Me | Nominado  | [ 13 ] |